# 장혁주
장혁주(張赫宙, 1905년 10월 13일~1998년 2월)는 한국의 소설가, 문학평론가로, 본명은 장은중(張恩重)이다.

## 생애
대구 출신이다. 1926년 대구고등보통학교를 졸업했고 아나키즘 단체인 진우연맹(眞友聯盟) 회원으로 활동하기도 했다. 1929년 이후부터 대구 희도(喜道)소학교 훈도로 근무했고 1932년 소설 〈아귀도(餓鬼道)〉를 발표하여 일본 문단에 등단했다. 일본어로 쓰인 소설이지만, 식민지의 참혹한 현실을 사실적으로 묘사하여 당시 계급문학에서 유행하던 농민소설에 못지않은 현실 비판 의식을 담고 있다는 평가를 받았다.
일본 문단에서 활동하던 장혁주는 1933년 장편 《무지개》로 한국 문단에도 선을 보였다. 도시를 배경으로 한 《무지개》도 초기의 사실주의적 작풍이 살아 있는 작품이나, 이후 남녀간의 복잡하게 얽힌 애정 관계가 묘사된 《삼곡선(三曲線)》(1934~1935) 등 점차 통속적인 경향의 소설을 발표했다. 이 무렵 평론가로도 활동했다.
임진왜란 때 조선을 침공한 일본인 장수 가토 기요마사를 다룬 〈가등청정〉(1939)을 시작으로 전시 체제에 협력하는 친일 작품을 집필했다. 2002년 발표된 친일 문학인 42인 명단에 수록되었고, 2008년 민족문제연구소가 정리한 친일인명사전 수록예정자 명단 중 문학 부문에 선정되었다. 친일반민족행위진상규명위원회가 발표한 친일반민족행위 705인 명단에도 포함되었다.
2002년까지 발견된 친일 저작물 수는 신라의 화랑도 정신을 들어 태평양 전쟁에 용감히 참전할 것을 권유하는 〈화랑도 정신의 재현 - 젊은 학도의 갈길은 하나〉 (1943) 등 8편이고, 이 시기에 황도조선연구회, 대륙개척문학위원회 등의 친일단체에 가담한 바 있다.
광복 후 일본에서 활동하며 일본에 귀화했다. 사이타마현 히다카시에서 거주하다가 사망했다.

## 참고자료
- 권영민 (2004년 2월 25일). 《한국현대문학대사전》. 서울: 서울대학교출판부. 827쪽쪽. ISBN 89-521-0461-7.
- 정영진 (2006년 5월 8일). “[정영진의 대구이야기] (19) 대구의 두 친일 문인”. 매일신문. 2008년 4월 28일에 확인함. |제목=에 지움 문자가 있음(위치 1) (도움말)[깨진 링크(과거 내용 찾기)]